# Montadas
Montadas est une ville brésilienne de l'est de l'État de la Paraíba.
Sa population était estimée à 4 558 habitants en 2007. La municipalité s'étend sur 59 km2.